# 태풍 빌리스 (2006년)
태풍 빌리스(태풍 번호: 0604, JTWC 지정 번호: 05W, 국제명:BILIS, 필리핀 기상청(PAGASA) 지정 이름: Florita)는 2006년의 4번째 태풍으로 필리핀과 대만, 중국에 엄청난 피해를 입힌 태풍이다.

## 태풍의 진행

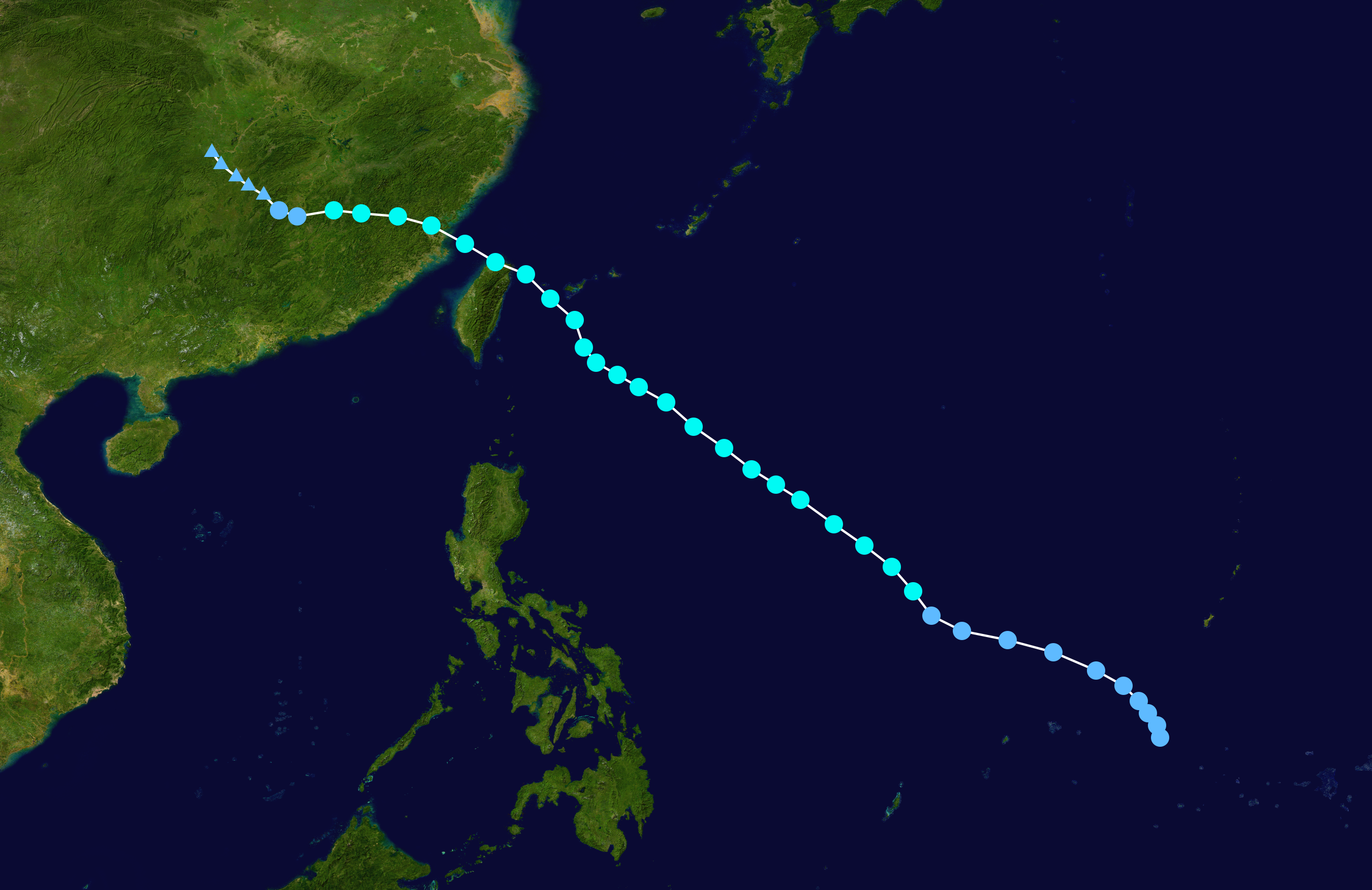
태풍 빌리스의 이동 경로

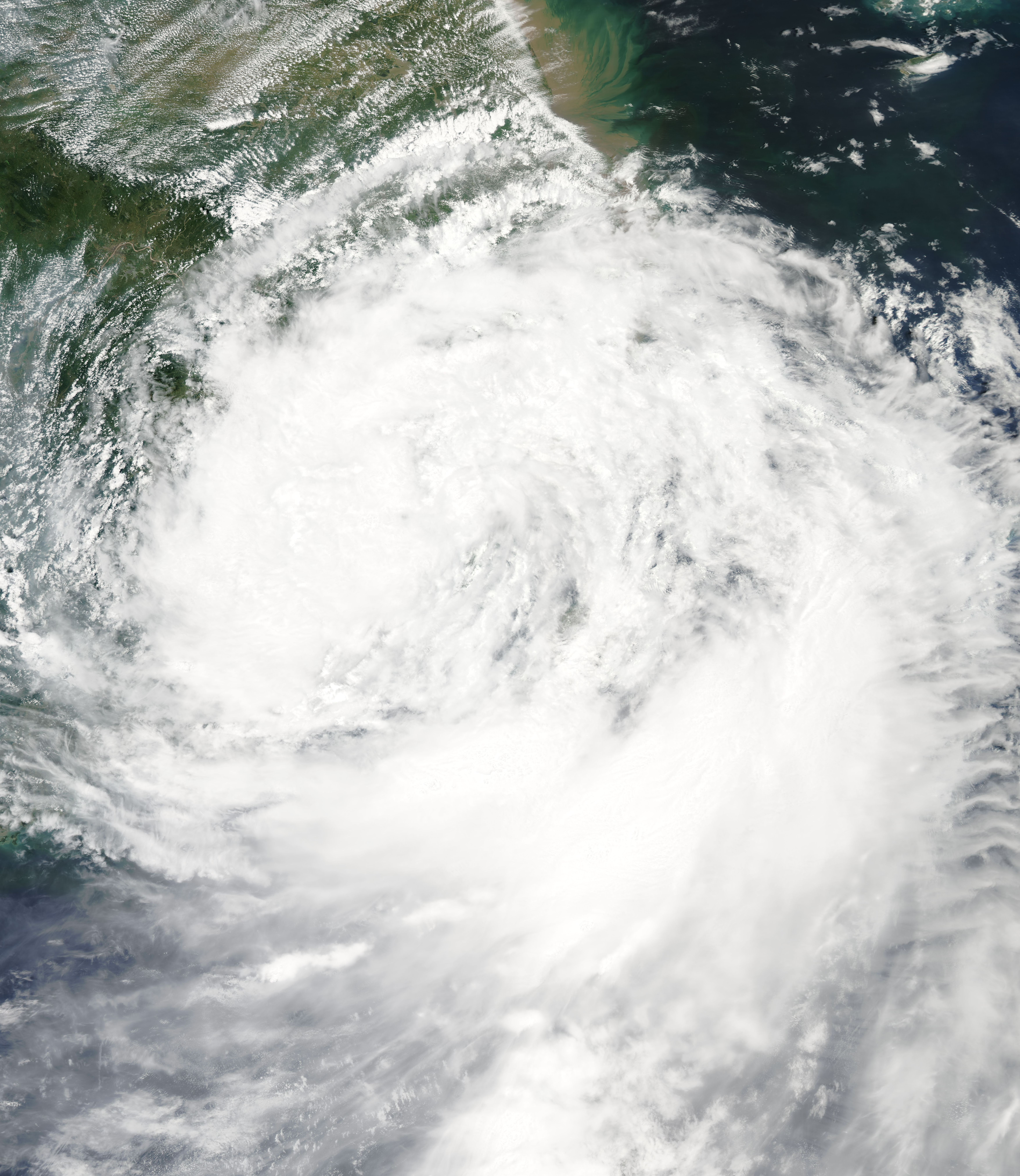
태풍 빌리스 (7월 14일)

2006년 7월 7일, 미크로네시아 연방 서부에 위치한 야프섬의 북동쪽에서 열대요란이 발달하여 점차 발달하기 시작했다. 미국 합동태풍경보센터(JTWC)에서는 북서쪽으로 이동하는 열대요란에 열대저기압 발생 경고를 내렸다. 7월 8일에는 열대 저기압으로 발달할 단계에 도달하여 JTWC와 일본 기상청(JMA)은 동시에 열대 저기압의 단계로 올렸다. 이 저기압은 계속해서 강해졌고 드디어 7월 9일, JMA가 열대 폭풍으로 승격시켰다. 다음 날인 7월 10일에 필리핀 기상청(PAGASA) 태풍 관할 구역에 진입한 열대폭풍 빌리스는 PAGASA가 독자적으로 명명하는 태풍의 필리핀식 이름, 'Florita'를 붙이고 북부 지방에 경고령을 내렸다.
계속해서 태풍 빌리스는 북서쪽 대만 방면으로 이동하였고 7월 11일에는 강한 열대폭풍으로 발달하였다. 하지만 이날 이후부터 강력해지지 못하였으나 PAGASA에서는 7월 12일, 태풍의 단계로 올렸다. 이날 이후에 빌리스는 최대풍속인 110 km/h, 60 kt의 속력에 도달하였다.
태풍 빌리스는 7월 13일에 풍속 100 km/h, 55 kt의 속력으로 첫 번째로 상륙하였다. 대만 북부를 관통하고 이내 빠져나와 중국 남동부의 푸젠성에 두 번째로 상륙했다. 하지만 내륙으로 갈수록 약화되었고 7월 16일, 중국 홍콩 북북동쪽 약 560 km 부근 육상에서 열대 저압부로 약해졌으나 이 잔해들은 계속 지속되어 내륙에서도 피해를 주었다.
태풍 빌리스(BILIS)는 필리핀에서 제출하였으며, '빠름, 쾌속'을 의미한다.

## 태풍의 시간별 정보
아래 표는 대한민국 기상청(KMA)의 자료에 의한 것임.
| 형태          | 날짜 및 시간 (UTC) | 위도 (°N) | 경도 (°E) | 이동속도 (km/h) | 기압 (hPa) | 최대풍속 (m/s) |
| ------------- | ------------------ | --------- | --------- | --------------- | ---------- | -------------- |
| 열대폭풍      | 7월 9일 6시        | 13.4      | 137.0     | 33              | 996        | 18.0           |
| 열대폭풍      | 7월 9일 18시       | 14.8      | 135.7     | 19              | 996        | 18.0           |
| 열대폭풍      | 7월 10일 6시       | 16.7      | 132.2     | 28              | 994        | 21.0           |
| 열대폭풍      | 7월 10일 18시      | 17.3      | 130.2     | 22              | 990        | 23.0           |
| 열대폭풍      | 7월 11일 6시       | 19.0      | 129.0     | 17              | 990        | 23.0           |
| 강한 열대폭풍 | 7월 11일 18시      | 20.0      | 127.0     | 24              | 985        | 26.0           |
| 강한 열대폭풍 | 7월 12일 6시       | 21.3      | 125.3     | 15              | 975        | 28.0           |
| 강한 열대폭풍 | 7월 12일 18시      | 22.0      | 124.3     | 8               | 975        | 28.0           |
| 강한 열대폭풍 | 7월 13일 6시       | 23.6      | 123.1     | 18              | 970        | 31.0           |
| 강한 열대폭풍 | 7월 13일 18시      | 25.5      | 121.0     | 26              | 975        | 28.0           |
| 강한 열대폭풍 | 7월 14일 6시       | 26.3      | 119.3     | 20              | 980        | 26.0           |
| 열대폭풍      | 7월 14일 18시      | 26.8      | 117.0     | 18              | 990        | 23.0           |
| 열대저압부    | 7월 15일 6시       | 27.4      | 115.1     | 15              | 990        |                |

## 대비

### 필리핀
PAGASA에서는 7월 13일, 바타네스주와 카가얀주의 칼라얀 섬에 태풍경보 제3단계를, 카가얀주, 북일로코스주와 아파야오주에 태풍경보 제2단계를, 그리고 코르디예라 행정구 대부분과 일로코스 지방 대부분에 태풍경보 제1단계를 발령했다. 학교와 정부청사 건물들은 모두 폐쇄되었다.

### 중국
중국 기상청에서는 7월 11일, 열대폭풍 빌리스가 오기 전에 미리 푸젠성에 태풍경보를 내렸다. 이 경보에 대응하여 후난성의 약 80만명의 주민들과 저장성 주민 약 7만명이 대피했고 중국 남동부 해안 근해에서 작업하고 있던 25만 6천명의 어부들이 본토로 돌아왔고 22만척의 배들이 항구로 귀항했다. 상하이시에서는 대비가 버스와 기차 출발 지연을 일으켰고 빌리스가 상륙하기 전 210편의 항공편이 취소되었다.

## 피해

### 필리핀
태풍 빌리스의 태풍의 눈 남부와 동부에서 엄청난 강풍과 폭우가 내렸고 태풍 영향반경에 들었던 루손섬에서도 폭우와 돌풍이 불어 정전사태와 산사태를 야기시켰다. 빌리스는 약 4,500만 필리핀 페소의 피해액과 14명의 사망자를 냈고 이 14명의 사망자는 바기오에서 3명이, 마닐라 시 주변에서 6명이 포함된 값이었다.

### 대만
대만에서는 피해가 상대적으로 적었는데 그 이유로 빌리스가 매우 빠른 속도로 대만 북부를 휩쓸고 지나갔기 때문이었다. 여기에서 4명의 사망자가 나왔고 이 중 2명은 어부들이었다. 또한 1명은 감전사당한 것으로 파악되었다.

### 중국
태풍 빌리스는 중국 푸젠성에 2차적으로 상륙하면서 푸젠 성은 중국의 다른 어떤 성보다도 가장 피해가 극심하였다. 이 성에서 92명이 사망했고 3억 위안의 피해액이 집계되었고 이의 주요 원인은 홍수였다. 학교와 관광지가 며칠동안 폐쇄되거나 접근불가능 지역으로 바뀌었고 약 402만 8천명이 영향을 받았고 51만 9천명의 대피자가 나왔다.
광시 좡족 자치구에서는 39명이, 광둥성에서는 183명이 사망, 윈난성에서는 8명이 사망해 남부 지역에서 총 230명의 인명 피해를 냈을 뿐만 아니라 광둥 성의 한 기상관측소에서는 5시간 만에 360.6 mm가 관측되었다. 저장성에서는 강풍과 폭우가 6억 9,400만 위안의 피해액이 집계되었고 43 m/s (155 km/h)에 달하는 돌풍도 관측되었다.
수도인 베이징시와 광저우시를 잇는 철도가 홍수와 산사태로 차단되었고 이는 많은 지연과 피해를 낳았다. 광둥성 북부에 위치한 러창 시에서 기차가 홍수로 진행하지 못하게 되자 인근 학교로 탑승자가 대피한 사건도 있었다. 적어도 274편의 기차에 영향을 미쳤고 이로 인해 회사는 2백만장의 티켓을 모두 환불해주었다. 빌리스가 지나간 후 3일간의 보수작업 끝에 기차 운행은 7월 18일, 정상적으로 재개되었다.
산사태로 인한 피해로는 후난성에서 심했는데 홍수와 산사태가 3만 1천채의 집을 붕괴했고 이로 인해 526명의 인명피해를 낳았다. 후난성 천저우 시의 행정구역인 쯔싱 시에서의 홍수는 100년만의 대홍수로 일컬어졌다.
전체적으로 태풍 빌리스는 중국에서만 843명의 사망자와 208명의 실종자를 냈고 중국 남동부에 44억 미국 달러의 재산피해가 났다.

## 태풍의 소멸 후
태풍 빌리스가 중국 내륙에서 소멸한 후에도 약 40만명에 달하는 이재민이 생겼고 2백만명이 해안가 주민이 해수면이 올라감에 따라 고지대로 대피해야했다. 또한 이때 원난 성에서 발생한 지진과 더불어 많은 구호를 받았으나 이후에도 제5호 태풍 개미, 제6호 태풍 쁘라삐룬, 제8호 태풍 사오마이와 제9호 태풍 보파가 차례로 중국쪽으로 이동하면서 계속 피해를 받게되었다. 이들 3개의 태풍 (태풍 보파 제외)은 모두 빌리스보다 훨씬 강력해 광범위한 지역에 홍수가 났고 다른 문제가 많이 발생하였다. 중국 정부 관계자들은 순식간에 천문학적으로 늘어난 인명피해와 재산피해액을 집계하는데 바빠 많은 비난을 샀다.
중국 기상청은 빌리스가 세력이 다른 태풍에 비해 강하지 않았음에도 불구하고 이토록 많은 피해를 낸 이유로 4가지를 들었는데, 그 첫째로 빌리스가 대만에서는 매우 빠른 속도로 이동했으나 푸젠성 해안에 다다랐을 무렵에 갑자기 속력이 크게 줄어 본토가 피해를 받는 시간이 매우 길어졌기 때문이었다. 두 번째로 빌리스의 영향범위가 남쪽으로 치우쳐 북부에 비해 남부에 큰 피해를 내어 푸젠성, 광둥성, 광시 좡족 자치구에 많은 피해를 냈기 때문이었다. 세 번째로 비가 많이 오는 시기인 여름에 빌리스가 상륙해 엄청난 폭우를 내리게 했는데 이 때문에 홍콩 기상관측소에서는 1시간에 115.1 mm의 강수량을 관측하여 기록을 세웠다. 네 번째로 태풍 빌리스가 중국으로 오기 전에도 중국에는 이미 비가 많이 오던 터라 많은 지역이 홍수에 취약한 지형으로 변하였기 때문이었다. 이상이 중국 기상청이 든 네 가지 이유이다.

## 제명
2006년 12월에 아시아 태평양 경제 사회 위원회와 WMO 태풍 위원회가 베트남 하노이에서 개최한 제39차 연례회의에서 이름 '빌리스(BILIS)'를 2006년에 제명하기로 결정한 나머지 4개의 태풍(1호 태풍 짠쯔, 8호 태풍 사오마이, 15호 태풍 상산과 21호 태풍 두리안)과 함께 퇴출시키기로 결정했다. 다음 해인 2007년 12월에 빌리스를 대체할 이름 '말릭시(MALIKSI)'가 선정되어 2008년부터 열대 저기압 이름의 목록에 오르게 되었고 2012년부터 사용되었다.

## 같이 보기
- 2006년 태풍
- 태풍 쁘라삐룬 (2006년)
- 태풍 사오마이 (2006년)